# Álvaro Granados
Álvaro Granados Ortega (Tarrasa, Barcelona, 8 de octubre de 1998) es un jugador de waterpolo español.

## Internacional
Consiguió la medalla de plata en el Europeo de Barcelona 2018,y la medalla de oro, además de ser el máximo goleador con 21 tantos y elegido mejor jugador del torneo; en el Europeo de Zagreb y Dubrovnik de 2024.

## Honores
CN Atlètic-Barceloneta 
- Campeonato de España: 2017-18, 2018-19, 2019-20, 2020-21, 2021-22
- Copa del Rey: 2018, 2019, 2020, 2021, 2022
- Supercopa de España: 2017, 2018, 2019

VK Novi Beograd
- Medalla de Plata en la Liga de Campeones LEN de waterpolo masculino (2023)

Individual
- Miembro del Equipo Mundial 2022 por total-waterpolo.